# Aphrophora detrita
Aphrophora detrita is een halfvleugelig insect uit de familie Aphrophoridae. De wetenschappelijke naam van deze soort is voor het eerst geldig gepubliceerd in 1851 door Walker.